# Saulo Pedroso
Saulo Pedroso ou Saulo Pedroso de Souza (Bragança Paulista, 21 de janeiro de 1983), é um empresário e político brasileiro filiado ao Partido Social Democrático (PSD). Foi prefeito de Atibaia entre 2013 e 2020. 

## Biografia
Saulo Pedroso de Souza é um político brasileiro, filiado ao Partido Social Democrático (PSD). Foi prefeito do município de Atibaia, no interior de São Paulo, por dois mandatos consecutivos (2013–2020), sendo o prefeito eleito mais jovem da história da cidade. Em 2023, assumiu como deputado federal por São Paulo, tendo atingido 80.186 nas eleições de 2022.

### Carreira política
Saulo Pedroso iniciou sua trajetória no serviço público em 2005, no Departamento de Trânsito da Prefeitura de Atibaia. Em 2004, já havia sido eleito vereador suplente, e em 2008 conquistou uma cadeira efetiva na Câmara Municipal, com 927 votos. Durante seu mandato como vereador, foi eleito o mais jovem presidente da Casa Legislativa da história de Atibaia.
Em 2012, aos 29 anos, foi eleito prefeito de Atibaia, tornando-se o mais jovem a ocupar o cargo no município. Foi reeleito em 2016, exercendo dois mandatos consecutivos entre 2013 e 2020.
Durante sua gestão, implementou um amplo programa de pavimentação, beneficiando mais de 40 bairros, e promoveu avanços significativos na educação, com a entrega de 18 novas creches e a construção de dois Centros Integrados de Educação Municipal (CIEM I e II), sendo o CIEM II uma das maiores escolas públicas de Ensino Fundamental do estado de São Paulo. Sob sua gestão, a cidade figurou entre as 20 melhores em qualidade educacional e a segunda mais segura do país.
Na área de habitação, criou o maior programa habitacional da história de Atibaia, com mais de 1.600 famílias contempladas. Também foi responsável por um dos maiores investimentos em saneamento básico da região, com o início da construção da nova Estação de Tratamento de Água (ETA Central) e da Estação de Tratamento de Esgoto (ETE Caetetuba), totalizando mais de R$ 130 milhões em recursos aplicados no setor.
Atuação como deputado federal
Em 2022, candidatou-se ao cargo de deputado federal por São Paulo, obtendo 80.186 votos. Foi o quarto mais votado da chapa do PSD no estado, ficando com a primeira suplência. Em 3 de outubro de 2023, assumiu o mandato na Câmara dos Deputados, após a renúncia do então deputado Marco Bertaiolli.
Desde então, passou a atuar na defesa dos interesses da Região Bragantina e do interior paulista, com foco em investimentos nas áreas de infraestrutura, saúde, educação, habitação e desenvolvimento regional.
Em 2024, Saulo Pedroso foi eleito o melhor deputado federal do PSD no estado de São Paulo e o segundo melhor deputado do partido no Brasil, em avaliação realizada com base em critérios de produtividade legislativa, atuação em comissões e representatividade regional.
Vida pessoal
Saulo Pedroso é bacharel em Direito, casado com Simone Cardoso, com quem tem duas filhas: Maria Vitória e Maria Helena.

## Polêmicas

### Condenação por Improbidade e Desvio de Dinheiro
Saulo já foi condenado pela Justiça Paulista à ressarcir R$ 23,9 milhões aos cofres públicos por serviços contratados e não executados e suposto desvio de dinheiro, pelo Consórcio Intermunicipal para Conservação e Manutenção de Vias Públicas Municipais Pró Estrada.

### Denúncias de Corrupção
Em julho de 2021, Ministério Público de São Paulo denunciou Saulo e outras seis pessoas por corrupção, improbidade e desvio de recursos públicos. Segundo a denúncia apresentada à Justiça Estadual, as irregularidades teriam ocorrido entre os anos de 2011 e 2014. Todos os envolvidos teriam fraudado licitação de obra que terminou por escolher a empresa Loc Maq, locadora de equipamentos de construção civil. Os denunciados, segundo o MP-SP, trabalharam em conjunto com a empresa, aumentando o prazo de obras sem justificativa e firmando contratos cujos serviços não foram feitos, apesar de “pagos e prorrogado o prazo para a conclusão da obra”. No total, os envolvidos teriam desviado dinheiro público por meio de pagamentos que somam 1,25 milhão de reais. Saulo na época era Presidente da Câmara de Vereadores e se elegeu prefeito ano do começo das irregularidades.

### Condenação por Ameaça
Em 2016, Saulo foi condenado à pagar 8 mil reais à um cidadão de Atibaia por ameaças do ex-Prefeito (na época no cargo) ao cidadão.